# Trisuloides bella
Trisuloides bella är en fjärilsart som beskrevs av Clayton Dissinger Mell 1935. Trisuloides bella ingår i släktet Trisuloides och familjen Pantheidae. Inga underarter finns listade i Catalogue of Life.